# Frédéric Baud (waterbouwkundige)
Frédéric Baud (Den Haag, 28 februari 1795 – Leeuwarden, 14 januari 1832) was een Nederlands waterbouwkundig ingenieur.

## Opleiding en eerste werkkring
Op 15-jarige leeftijd werd hij bij besluit van koning Lodewijk-Napoleon benoemd tot éléve voor het vak van den waterstaat op de militaire school ín Den Haag. Toen keizer Napoleon na een paar maanden deze school in 1810 ophief stond zijn toekomst op losse schroeven. Maar werd hij enige tijd later als leerling voor de bruggen en wegen toegevoegd aan de hoofdingenieur in Amsterdam Andreas Hendrik Johan van der Plaat, waar hij in juni 1811 ging werken. Deze praktische werkkring zou niet van lange duur zijn, wantr hij kreeg op 9 september 1811 het bevel bekwam, zich op 20 november.1811 in Parijs te melden om ingeschreven te worden als leerling op de école des ponts et chaussées, samen met onder andere met Étienne de Kruyff, Willem Christiaan Brade en Isaäc Paul Delprat. Na val van Napoleon in 1813 ging hij terug naar Nederland  en werd door luitenant-generaal Krayenhoff in 1814 tot luitenant-ingenieur benoemd. Van december 1813 tot mei 1814 maakte hij deel uit van het belegeringskorps van de vesting Naarden. In december 1814 werd hij bevorderd tot 1e luitenant en werd in maart 1815 geplaatst in Brussel ondere commando van kolonel-directeur Harmen Jan van der Wyck, commandant van de brigade ingenieurs te velde. In de zomer van 1815 werkte hij vanuit het hoofdkwartier van prins Frederik aan de verkenningen van de vestingen Valenciennes en Condé. In augustus van dat jaar werd hij als adjunct aan het departement van oorlog toegevoegd, en op 17 april 1816 werd hij (op 21-jarige leeftijd) bevorderd tot kapitein.   

## De waterstaat
Omdat zijn gezondheid nogal te lijden had gehad van het werk te velde, besloot hij uit te kijken naar een burgerlijke betrekking. Hij werd in 1817 opgenomen in het korps van de Waterstaat en werd als ingenieur 1e klasse bij de  artillerie en geniesschool in Delft geplaatst als vervanging van de naar Oostende overgeplaatste ingenieur C.P.C. Cox. 
Bij de verplaatsing van deze school naar de Koninklijke Militaire Academie in Breda bleef Baud in Delft wonen als particulier docent. In 1829 kwam hij bij Algemene Dienst van de Waterstaat in Den Haag. Hij heeft toen verschillende plannen voor koning Willem I uitgewerkt, onder andere een plan voor droogmaking van de Nootdorpse Plassen. Dit plan is in 1829 ingediend.
Hij werd daarna in Leeuwarden gedetacheerd om een aantal problem van de waterhuishouding in Friesland op te lossen. Hij is daar op 36-jarige leeftijd overleden. Zijn werk in Friesland is door Jean Henri Ferrand afgerond.

## Nagelaten collegedictaat
Zijn vriend Delprat, die heel lang in Parijs en Delft met hem had samengewerkt, heeft uit zijn nagelaten papieren de Proeve van een waterbouwkundigen cursus samengesteld. Dit boek is jarenlang het basis lesboek geweest voor de opleiding van waterbouwkundigen.
Baud had zes handschriften, die hij bij zijn onderwijs gebruikte, nagelaten; daarin werden behandeld:
1. De bouwstoffen, bij de waterbouw in gebruik
2. De aanleg van wegen en bruggen
3. De kanalen en havens
4. Theoretische beschouwing van de sluizenbouw
5. Praktische beschouwing van de sluizenbouw
6. Dijk- en rijswerken

Deze indeling is niet helemaal door Delprat aangehouden. Het artikel over dijk- en reiswerken werd vervangen door een ander, opgesteld door Storm Buijsing en daaraan werd een gedeelte toegevoegd over de samenstelling van rijswerken aan de bovenrivieren door F. Beijerinck.

## Privé
Hij was de zoon van Abram Baud, kolonel der militaire administratie, en Louise le Brun. Hij trouwde op 29 juli 1818 in Leeuwarden met  Petronella Agatha Boudina Suringar, die op 29 juli 1820 overleed. Hij hertrouwde op 29 december 1827 in Bergen op Zoom met Albertine Françoise Clement, die na zijn overlijden in 1832 hertrouwde met de waterstaatsingenieur Duco Johannes Storm Buijsing. Hij had bij zijn eerste vrouw een dochter Louise, bij zijn tweede vrouw een zoon, Abram Baud, later generaal-majoor bij de genie Bij de geboorte aangifte is door de Burgerlijke Stand van Delft de naam van de ouders gespeld als Fredric Baud en Albertina Françoisa Clement.
- Biografisch Portaal: 48503624
- Digitale Bibliotheek voor de Nederlandse Letteren: baud012
- Virtual International Authority File: 287743733